# Familia Paulsson
La familia Paulsson (en sueco: Pålsson) fue una familia sueca formada por Alma Polsson y sus cuatro hijos, que embarcaron en el Titanic como pasajeros de tercera clase. Los cinco murieron en el hundimiento, y solo se identificó el cuerpo de Alma.
Alma Cornelia Berglund (nacida el 3 de agosto de 1882) y Niels Polsson vivían en Bjuv en Escania en el sur de Suecia, donde Niels trabajaba como minero. Tuvieron cuatro hijos: dos varones: Paul Folke (nacido el 14 de abril de 1906) y Yosta Leonard (nacido el 3 de enero de 1910), y dos niñas: Stina Viola (nacida el 19 de junio de 1908) y Torbor Danira (nacida el 19 de diciembre de 1903).
Niels Polsson, cansado del trabajo minero después de una gran huelga, viendo que los únicos trabajos disponibles en la región eran minero, albañil o peón, emigró a los Estados Unidos, llegando a Chicago el 10 de junio de 1910, donde, tomando el nombre de Neil Paulsson, consiguió un trabajo como conductor de tranvía y para 1912 ya había logrado ahorrar el dinero necesario para los pasajes para trasladar a su familia con él a América; dos de los hermanos de Alma, Olof y Axel, también se habían mudado a Chicago en ese momento. Alma dejó Bjuv con sus hijos y se embarcó a Southampton pasando por Malmö y Copenhague. Los Polsson abordaron el Titanic como pasajeros de tercera clase.
Según el testimonio de uno de los emigrantes suecos supervivientes, August Wennerström, de 27 años, a quien Alma conoció a bordo del Titanic, Alma tardó demasiado en recoger a los cuatro niños pequeños, que ya estaban dormidos en el momento de la colisión del barco con el iceberg, y era renuente a despertarlos. Cuando Alma y los niños finalmente llegaron a la cubierta superior, todos los botes principales ya habían sido bajados. Al ver a Wennerström tratando de aferrarse al bote plegable A semihundido, Alma le pidió que alcanzara al menos a dos de los niños, lo que hizo tratando de agarrarlos, pero el oleaje provocado por la gran estructura del navío al hundirse y partirse en dos, los hizo desaparecer en el caos y la oscuridad.
El cuerpo de Alma fue el número 206 encontrado. Como todos los demás, el 8 de mayo sería enterrada en el cementerio Fairview Seaside en Halifax. En la ficha identificativa del cadáver consta:

№ 206, MUJER, EDAD ESTIMADA — 30 AÑOS, CABELLO — СLARO.
ROPA — abrigo marrón; chaqueta verde; camisa oscura; falda marrón; botas; sin medias.
EFECTOS — Anillo de boda; armónica; monedero y dos monedas; carta; 65 coronas; tenía cuatro hijos con ella; carta de su esposo, Neil Paulsson, 94 Тaschend Street, Chicago.
BILLETE DE TERCERA CLASE № 349909 (5 BOLETOS) —
NOMBRE — АLMA POLSSON

Niels, que había partido a los Estados Unidos antes de que naciera Yosta, esperaba que algunos de los huérfanos rescatados (quienes, debido a las barreras del idioma y la edad, no podían permitirse identificarse) pudieran ser sus hijos. Gastó mucho dinero y tiempo, pero finalmente la oficina de Chicago de la White Star Line le informó que sus cuatro hijos estaban en la lista de personas desaparecidas. El Chicago Daily Tribune del 20 de abril de 1912 informó:

"Paulson estaba pálido y enfermo cuando inclinó los ojos ávidos sobre el escritorio y preguntó en un inglés entrecortado si se había encontrado a su esposa o sus hijos. El secretario jefe Ivar Holmstrom examinó su lista de pasajeros de tercera clase guardada. No pudo encontrar allí ninguno de los nombres enumerados por Paulson. "Quizás no navegaron" sugirió esperanzado. Luego miró la lista de los que navegaron en tercera clase en el Titanic... El proceso de eliminación estaba ahora completo. "Su familia estaba en el barco, pero no se ha encontrado a ninguno de ellos", dijo Clerk Holmstrom.

El hombre al otro lado del mostrador fue ayudado a sentarse. Su rostro y manos fueron mojados en agua fría antes de que estuviera completamente consciente. Finalmente fue ayudado a salir a la calle por Gust Johnson, un amigo que llegó con él. El dolor de Paulson fue el más agudo de todos los que visitaron las oficinas de la White Star Line, pues su pérdida fue la mayor. Toda su familia había sido aniquilada".

Su dolor no conoció límites, pero se quedó a vivir en Estados Unidos. A fines de la década de 1920, se le unió un pariente de Alma, Axelle Tolev Quist (nacido en 1896), que originalmente se suponía que acompañaría a Alma en el viaje. Niels murió en 1962.
Unos días después del desastre en el océano, se descubrió el cuerpo de un niño desconocido, que durante muchos años fue tácitamente considerado Yosta Polsson. Sin embargo, un análisis de ADN de 2002 mostró que el niño tenía menos de dos años y presumiblemente era finlandés y no sueco; en 2007 finalmente se reveló que este niño era en realidad un inglés, Sidney Leslie Goodwin.